# Zweidorf
Zweidorf ist ein Ortsteil der Ortschaft Wendeburg in der Gemeinde Wendeburg im Landkreis Peine in Niedersachsen mit etwa 1700 Einwohnern.

## Geschichte
Die erste urkundliche Erwähnung erfolgte in einer undatierten Urkunde, die in der Zeit von 1132 bis 1141 ausgestellt wurde. Daraufhin fand im Jahre 1991 eine 850-Jahr-Feier statt. Die Einweihung eines Jubiläumsdenkmals erfolgte am 24. August 1991. Seitdem wird jährlich am 24. August ein Gedenksteintag gefeiert. Ein Wahrzeichen von Zweidorf ist die am westlichen Ortsrand befindliche Holländerwindmühle.
Am 1. Juli 1968 schlossen sich die Gemeinden Wendeburg, Wendezelle und Zweidorf freiwillig zu einer neuen Gemeinde Wendeburg zusammen.

## Wappen

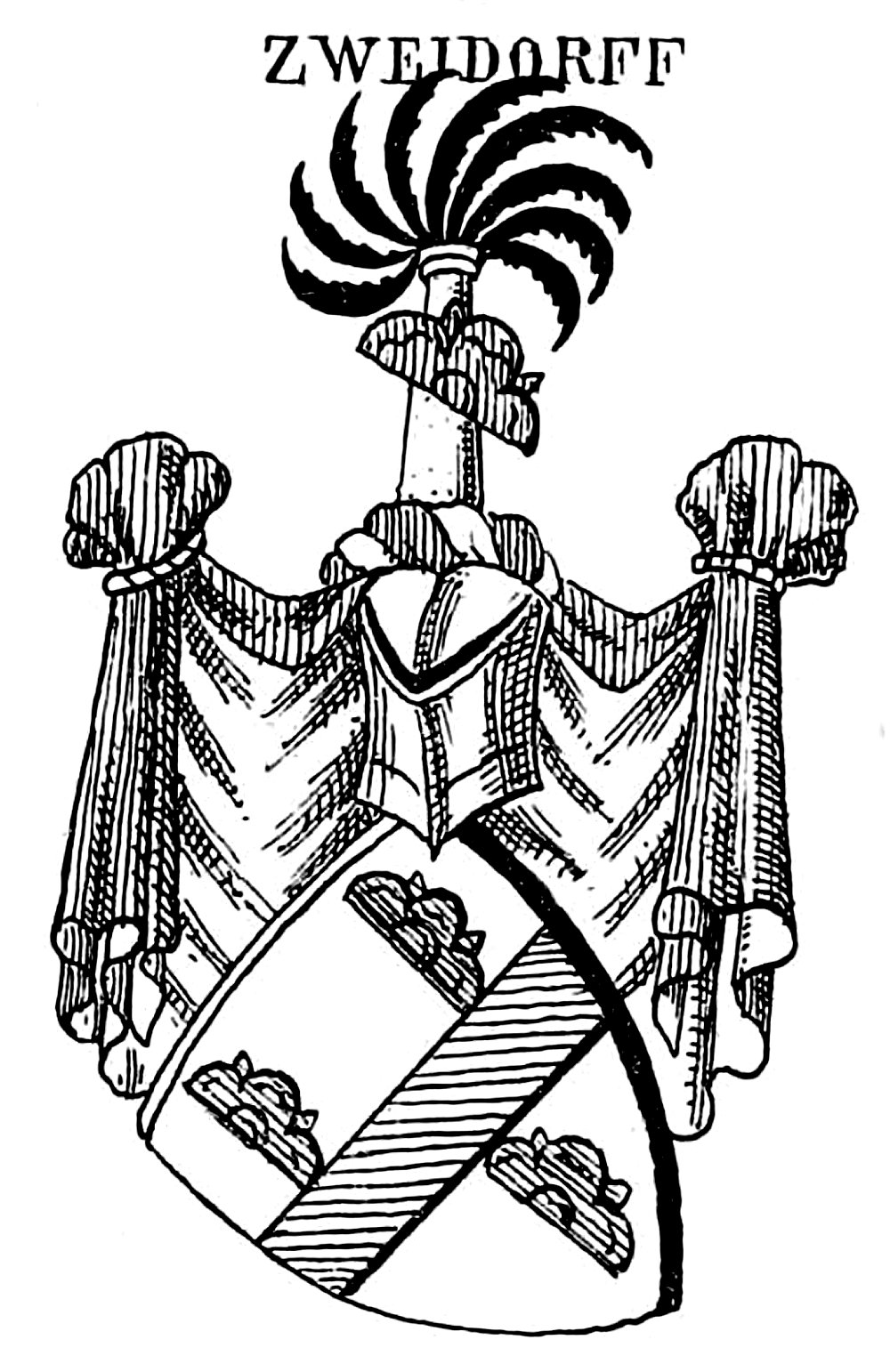
Wappen der Familie Zweidorf

Die Braunschweiger Patrizierfamilie von Zweidorf (ndd. Twedorpe), die sich nach dem Ort benannte, führte im silbernen Wappenschild einen grünen Balken, darunter eine und darüber zwei vierblättrige Rosenhälften. Die Gemeinde übernahm den Balken, fügte aber die zerschnittenen Rosen zu einer ganzen roten Rose mit grünem Butzen und grünen Kelchblättern zusammen und besitzt nun eine synthetische, aber von vielen anderen Wappenrosen deutlich unterschiedene Blume mit vier anstatt wie üblich fünf Blättern. So wurde das Wappen am 18. Februar 1964 vom Gemeinderat beschlossen und am 27. August 1964 vom braunschweigischen Verwaltungspräsidenten genehmigt. Entwurf: Wilhelm Krieg.
Anna von Zweydorff (1580–1666) war die Mutter des Magdeburger Politikers und Physikers Otto Gericke.

## Kultur

### Vereinsleben
Es gibt ehrenamtlich tätige Organisationen, Vereine und Gruppen.

### Bauwerke
In Zweidorf befindet sich die katholische Kirche St. Elisabeth.

### Sehenswürdigkeiten
Im Zweidorfer Holz, einem Wald zwischen Peine und Wendeburg, ist mit Hilfe der Wendeburger Aueschule, der Gemeindejugendpflege, der Revierförsterei Meerdorf und des Niedersächsischen Forstamtes Braunschweig ein Walderlebnispfad entstanden.